# Solberga, Veta
Solberga är en herrgård i Veta socken i Mjölby kommun.
Solberga omtalas första gången på 1500-talet och, tillhörde kronan men förlänades olika frälsesläkter. 1613 bytte befallningsmannen på Vadstena slott Peder Larsson till sig Solberga och det ärvdes av hans dotter gift med Stockholms borgmästare Erik Rosenholm. Det kom därefter att gå i arv inom släkten Rosenholm fram till början av 1700-talet. Det kom därefter i Conrad von Braunjohans ägo varpå han sålde Solberga till sin kusin Simon Jakob Wennerstedt 1731. Han lät inrätta Solberga till fideikommiss inom släkten och det kom därefter att ärvas inom släkterna Wennerstedt och Rosenholm. 1843 godset av Claes Anders Danckwardt-Lillieström och har sedan gått i arv inom denna släkt.
Huvudbyggnaden är uppförd vid mitten av 1700-talet, översta våningen förstördes 1827 av en brand varvid denna avlägsnades. På 1930-talet genomgick byggnaden en omfattande renovering.